# Ramón Pardo Guerra
El General de División Ramón Pardo Guerra alias Guile (31 de agosto de 1939-) es un militar cubano, actual Jefe del Estado Mayor Nacional de la Defensa Civil y miembro del Comité Central. 
Ramón Pardo Guerra nació el 31 de agosto de 1939, en el pequeño poblado de Aserradero, en la entonces provincia de Oriente. Hijo del español Manuel Pardo y la cubana Eufrosina Guerra Ortega. 
En 1957, se unió como guerrillero al Ejército Rebelde. Combatió en la Sierra Maestra a las órdenes del Che Guevara. Bajo las órdenes del Che, participó en la Batalla de Santa Clara.
Cursó estudios militares en la Escuela Superior de Guerra. Posteriormente, estudió en la Academia del Estado Mayor General de las Fuerzas armadas de la Unión Soviética. 
En el Ejército Occidental, tuvo el mando de unidades e inclusive el de Jefe de Ejército. Entre 1992 y 1998 ocupó el cargo de sustituto del Ministro de las Fuerzas Armadas Revolucionarias de Cuba para el armamento y la técnica. 
Actualmente es diputado a la Asamblea Nacional del Poder Popular de Cuba en la VII Legislatura. Publicó un libro de memorias llamado "Guile: Combatiente del Ejército Rebelde".